# Lubomirskiidae
Lubomirskiidae is een familie van sponsdieren uit de klasse van de Demospongiae (gewone sponzen). 

## Geslachten
- Baikalospongia Annandale, 1914
- Lubomirskia Dybowsky, 1880
- Rezinkovia Efremova, 2004
- Swartschewskia Makuschok, 1927